# Granite Pass (California Trail)
Der Granite Pass befindet sich im heutigen Cassia County im US-Bundesstaat Idaho, weniger als eine halbe Meile nördlich der Grenze zu Utah. Er wurde 1842 von Joseph Chiles entdeckt, der 1841 an der Bartleson-Bidwell Party teilgenommen hatte und im Jahr danach auf dem Rückweg nach Osten war und nach einer besseren Route zwischen Humboldt River und Fort Hall suchte. Aus dieser Richtung ist der Granite Pass schon von Weitem zu sehen.
Im Auftrag von Chiles führte Joseph R. Walker 1843 einen nach Westen reisenden Planwagentreck über den Pass, der von da an Bestandteil des California Trail war. Chiles führte insgesamt sieben verschiedene Gruppen über den Pass, der bis 1848 noch zu Mexiko gehörte.
1972 wurde der Granite Pass in das National Register of Historic Places aufgenommen.